# La Voce del Popolo
La Voce del Popolo (en español, «La Voz del Pueblo») es un periódico diario de Croacia publicado en Rijeka, en idioma italiano, publicado por EDIT (EDizioni ITaliane).
El periódico fue fundado en 1944 en apoyo de Josip Broz Tito y los partisanos yugoslavos, tomando su nombre de un documento que había sido impreso en Fiume (como se llamaba entonces a Rijeka) a partir de 1885 hasta su supresión tras la anexión de la ciudad al fascista Reino de Italia en 1924. Durante el período posterior a la Segunda Guerra Mundial se convirtió en el periódico de la considerable comunidad italiana en Yugoslavia. Con la independencia de Eslovenia y Croacia, La Voce del Popolo ha seguido la campaña de las comunidades italianas de la zona, además de ser leída por los turistas italianos en el verano. Un complemento mensual centrado en los italianos de Dalmacia se ha añadido recientemente.
Es miembro de la Asociación Europea de Diarios en Lenguas Minoritarias o Regionales (MIDAS).